# Petite France
La Petite France è un quartiere storico della città francese di Strasburgo. È situato sulla Grande Île ed è dal 1988 patrimonio dell'umanità UNESCO.

## Storia
Il quartiere trae il proprio nome dal cosiddetto hospice des vérolés, costruito alla fine del XV secolo per accogliere i malati di sifilide, chiamata comunemente anche il «male francese».
Vi si trovano numerose case a graticcio - dal caratteristico telaio in legno a vista - tra cui spiccano la cosiddetta Maison des tanneurs e la maison Haderer.
Il quartiere venne danneggiato nella sua totalità durante la seconda guerra mondiale, al termine della quale la città intraprese una politica di fedele ricostruzione. Dopo un primo intervento, durante gli anni Settanta del XX secolo la municipalità investirà con maggiore forza per restituire al quartiere il proprio spirito originario, affidando all'Atelier UA5 - e, in particolare, all'architetto strasburghese Jean Apprill - il compito di restituire agli immobili il loro carattere storico.

## Galleria d'immagini

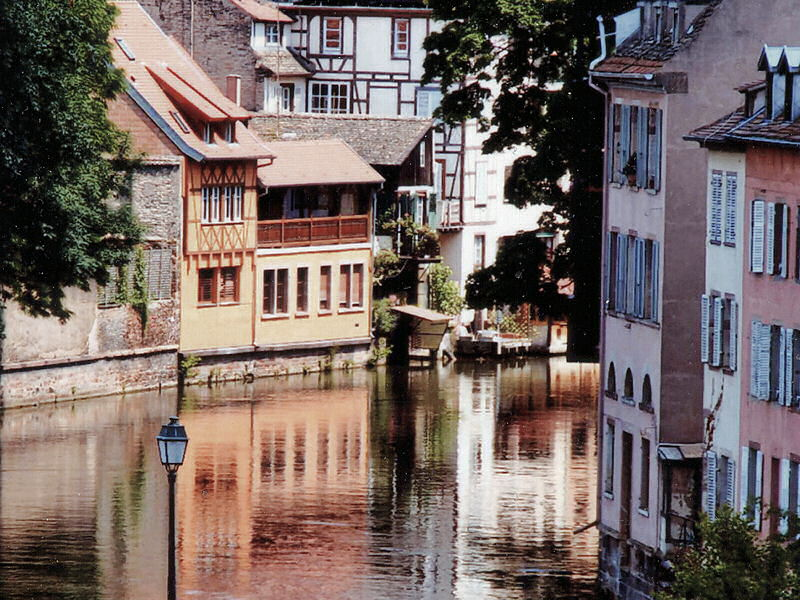
Vista della Petite France, 2004.
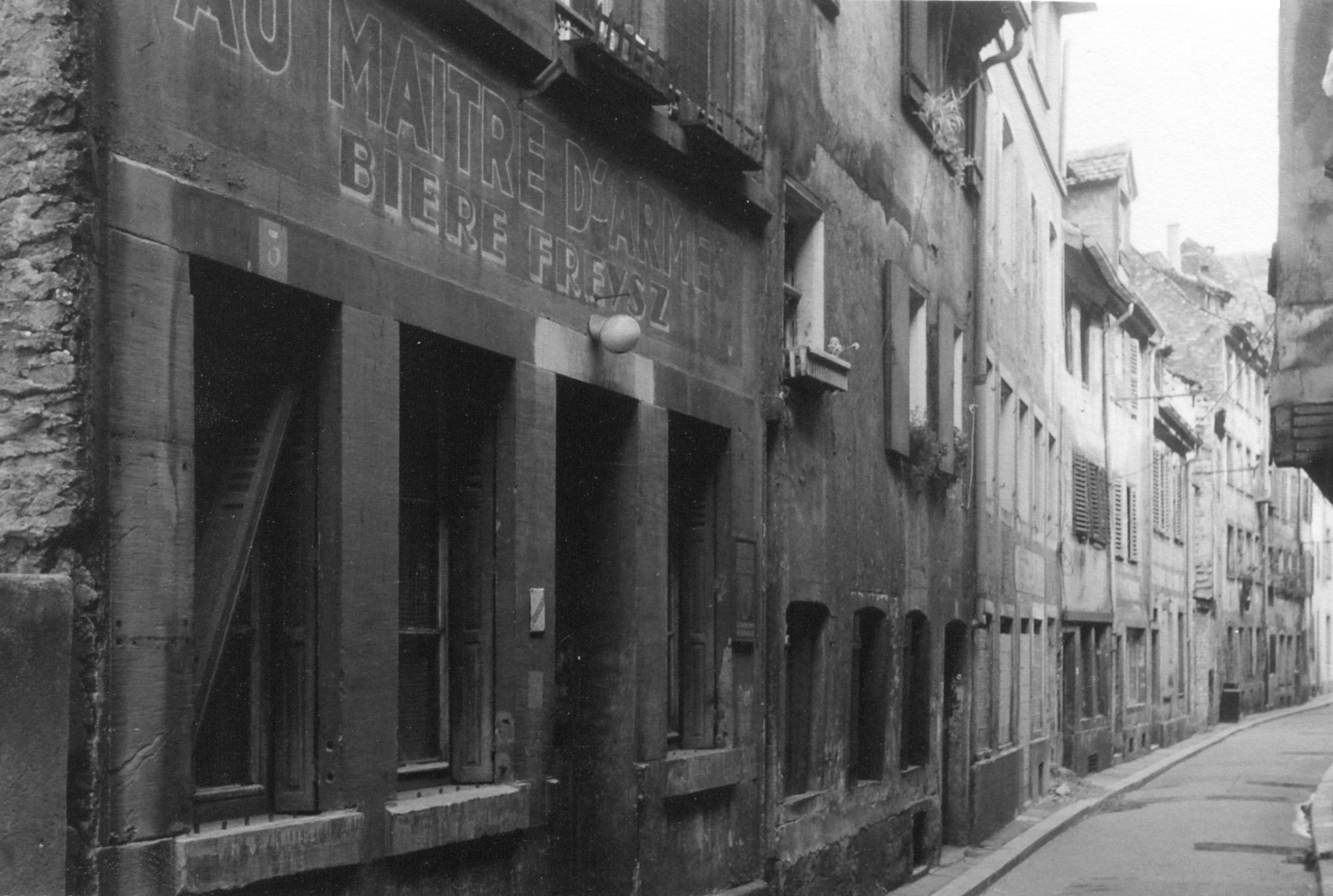
Vista della Petite France, 1968.
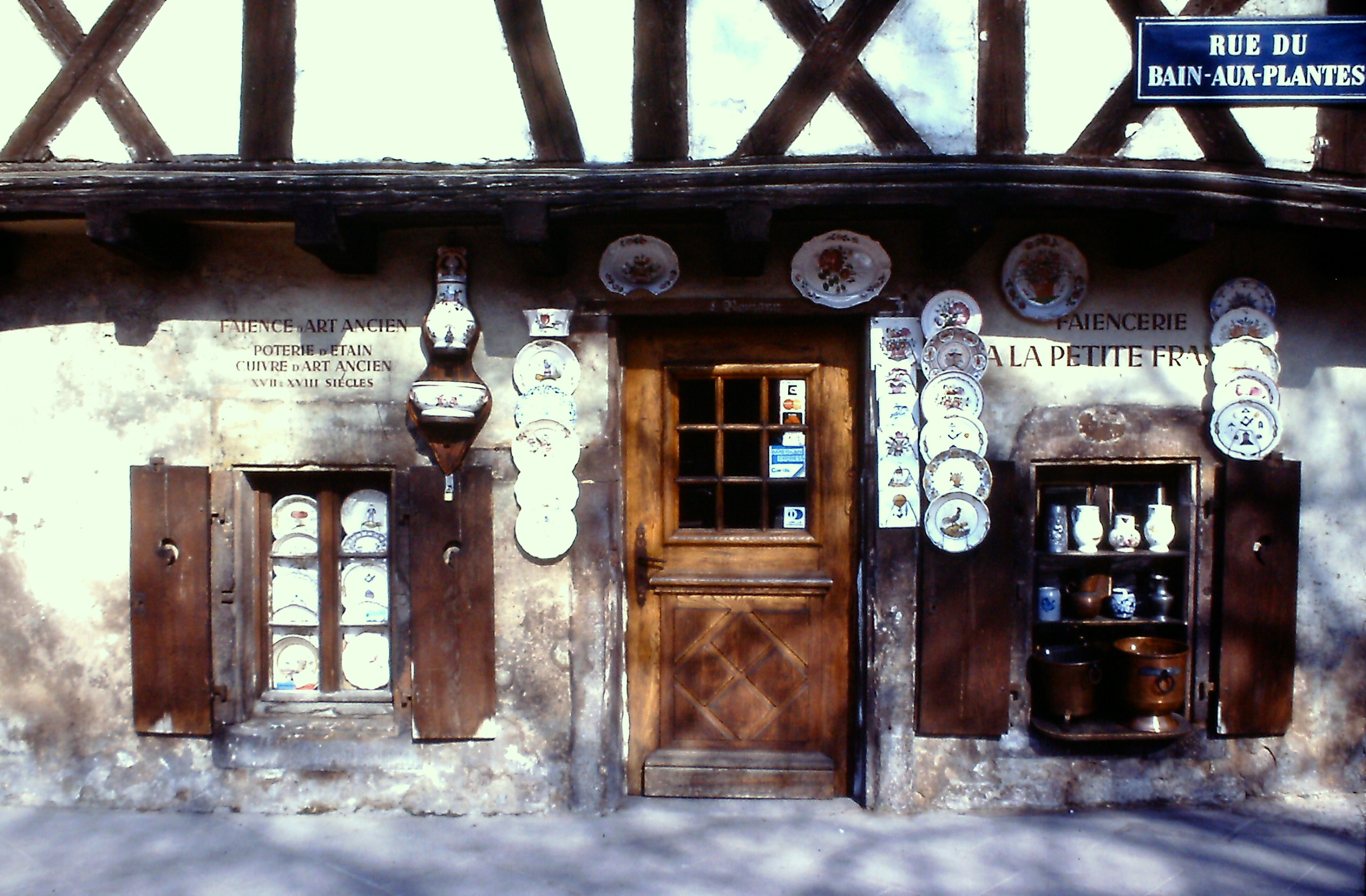
Petite France, facciata a graticcio di un negozio di ceramiche in rue du Bain-aux-Plantes, 1980.
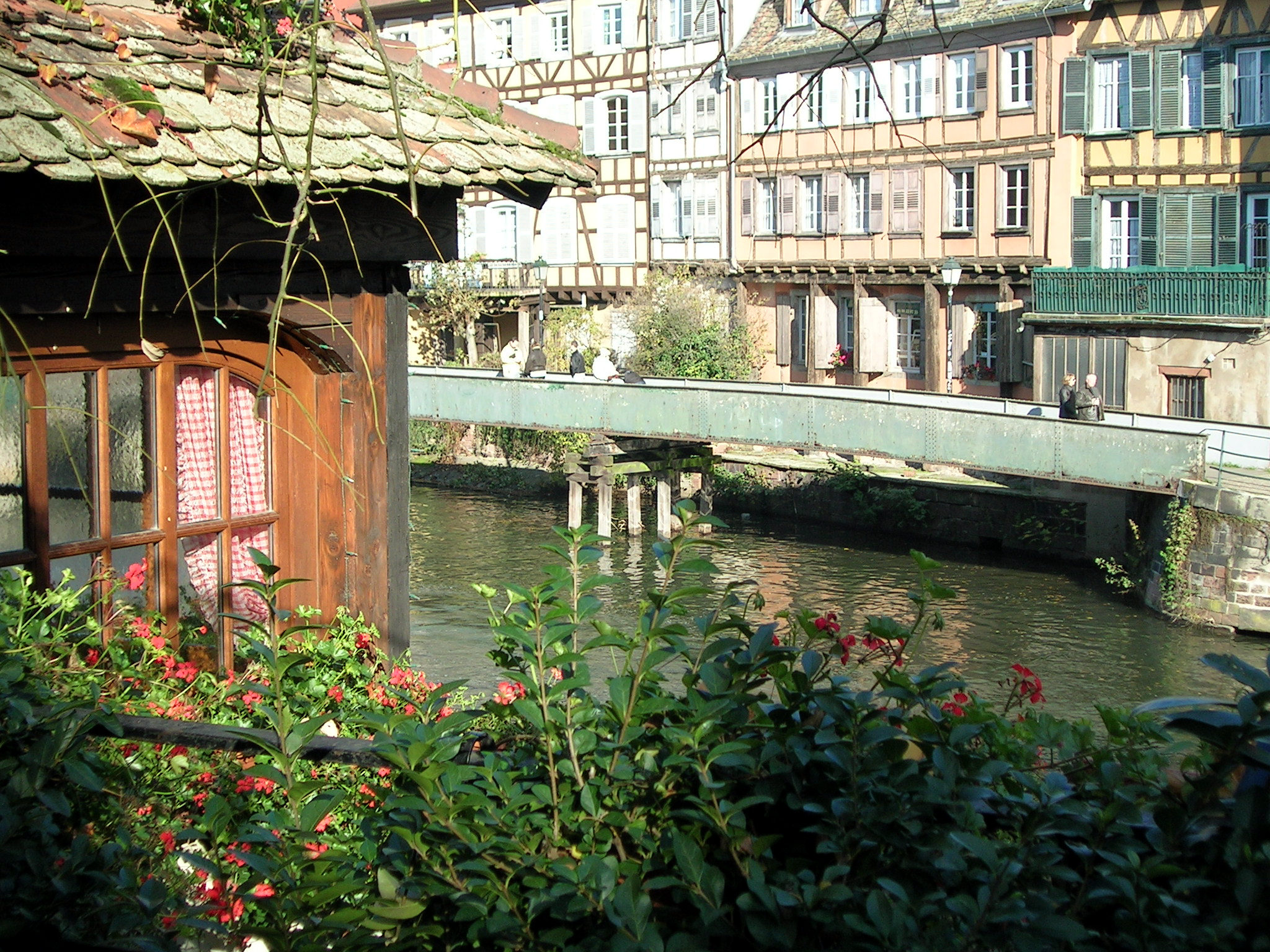
Pont Saint-Martin, 2004.
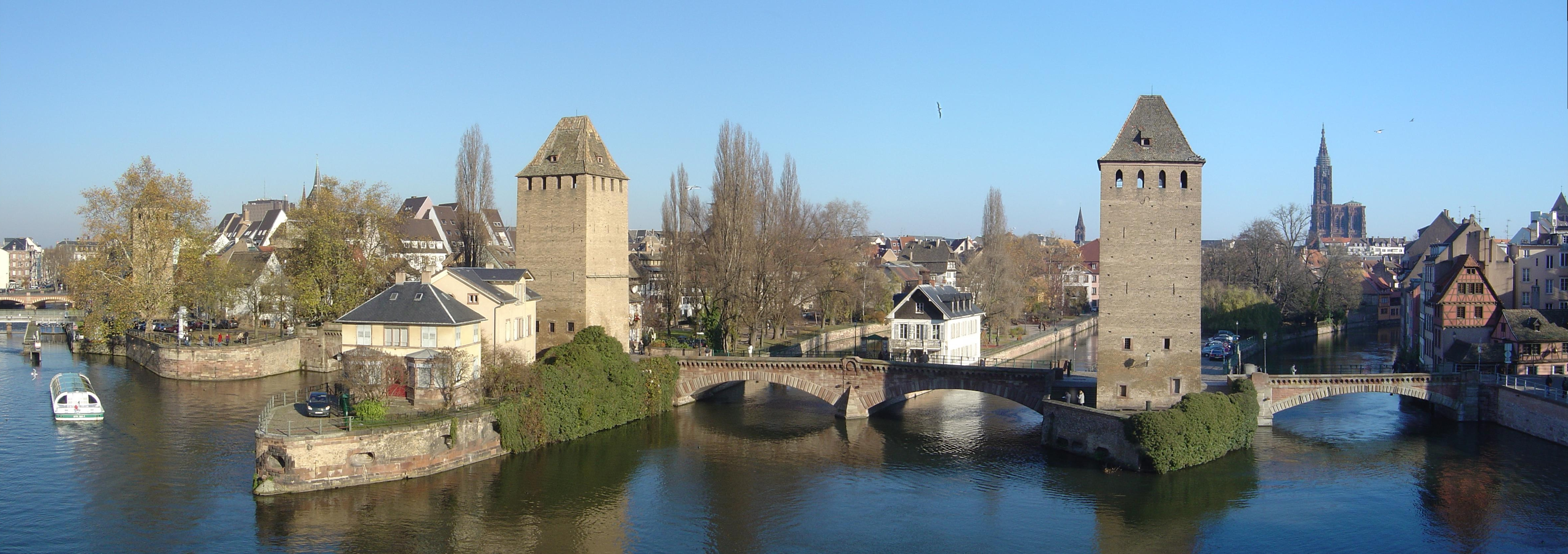
I celebri Ponts Couverts, 2005.
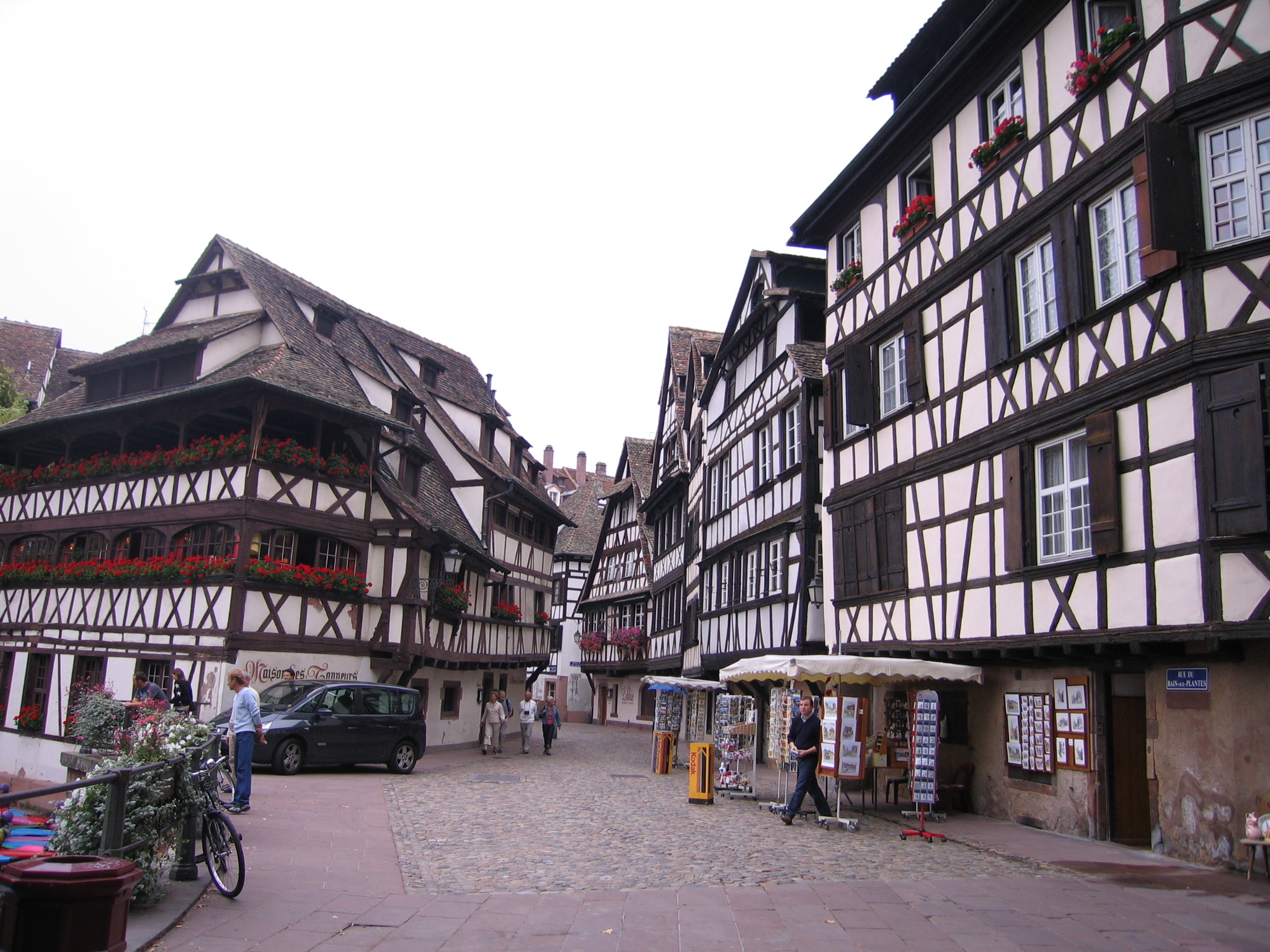
Petite France, Rue du Bain-aux-Plantes, 2006.
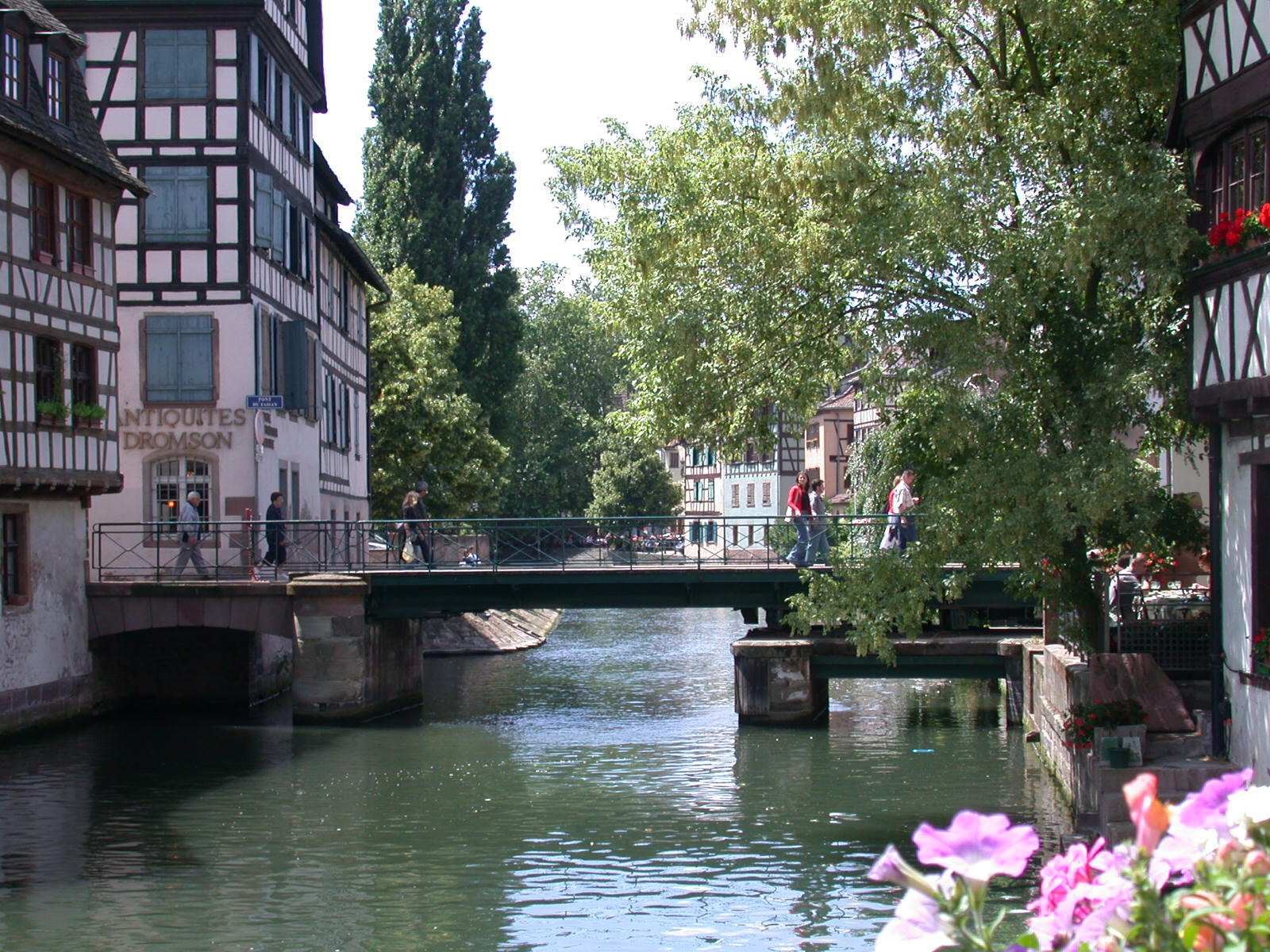
Petite France, Pont du Faisan, 2006.
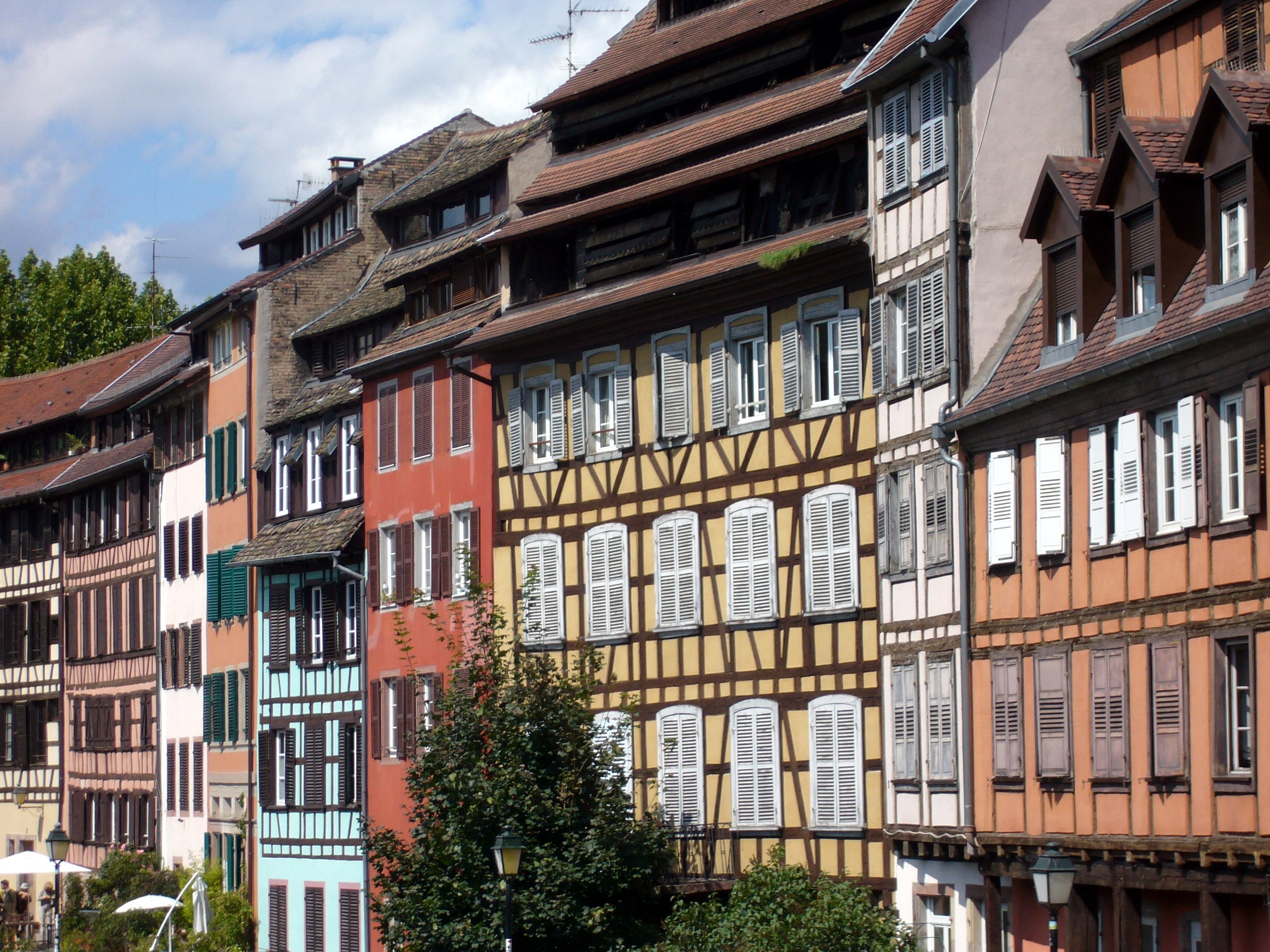
Vista della Petite France, 2007.
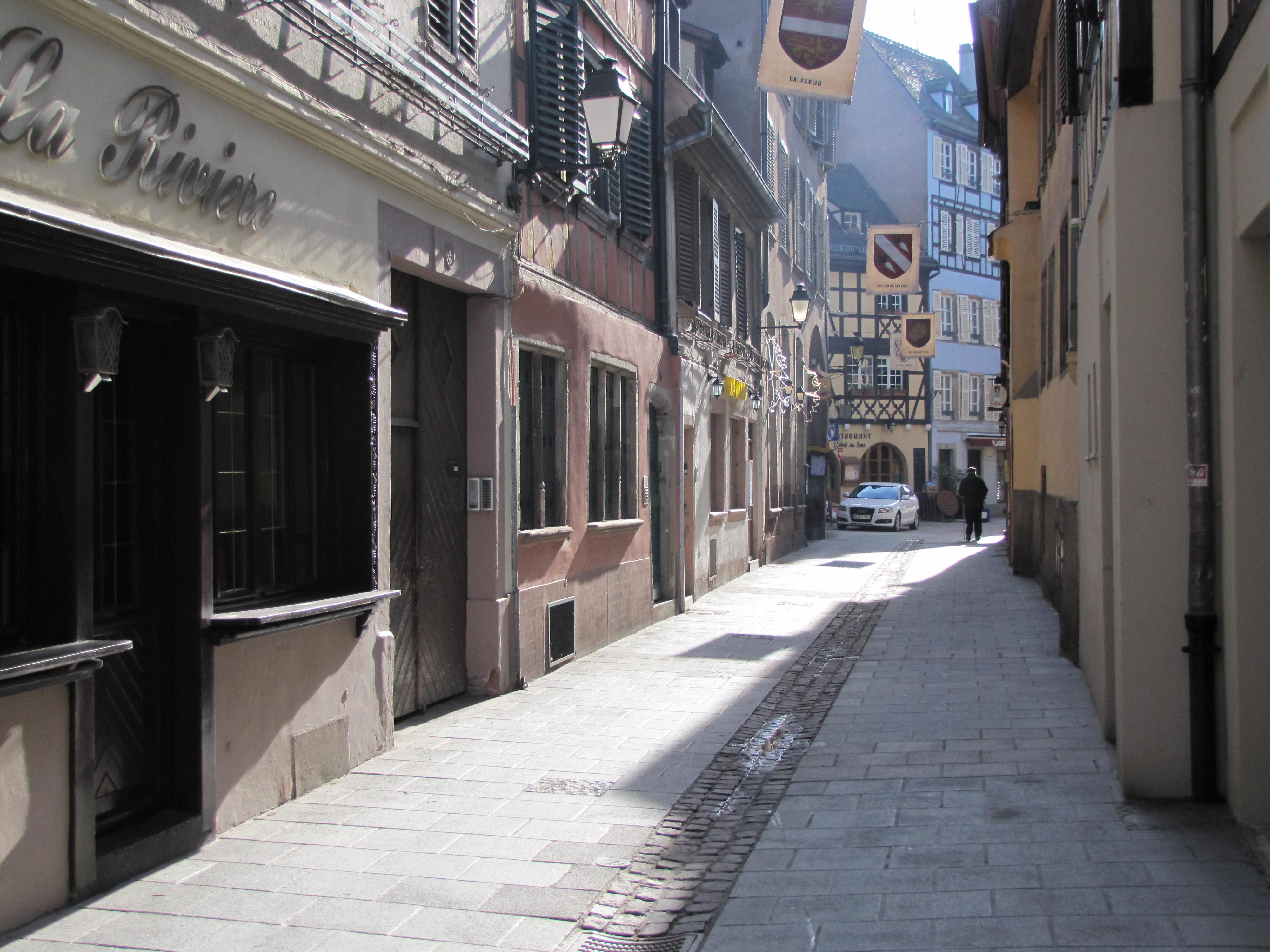
Petite France, Rue des Dentelles, 2010.
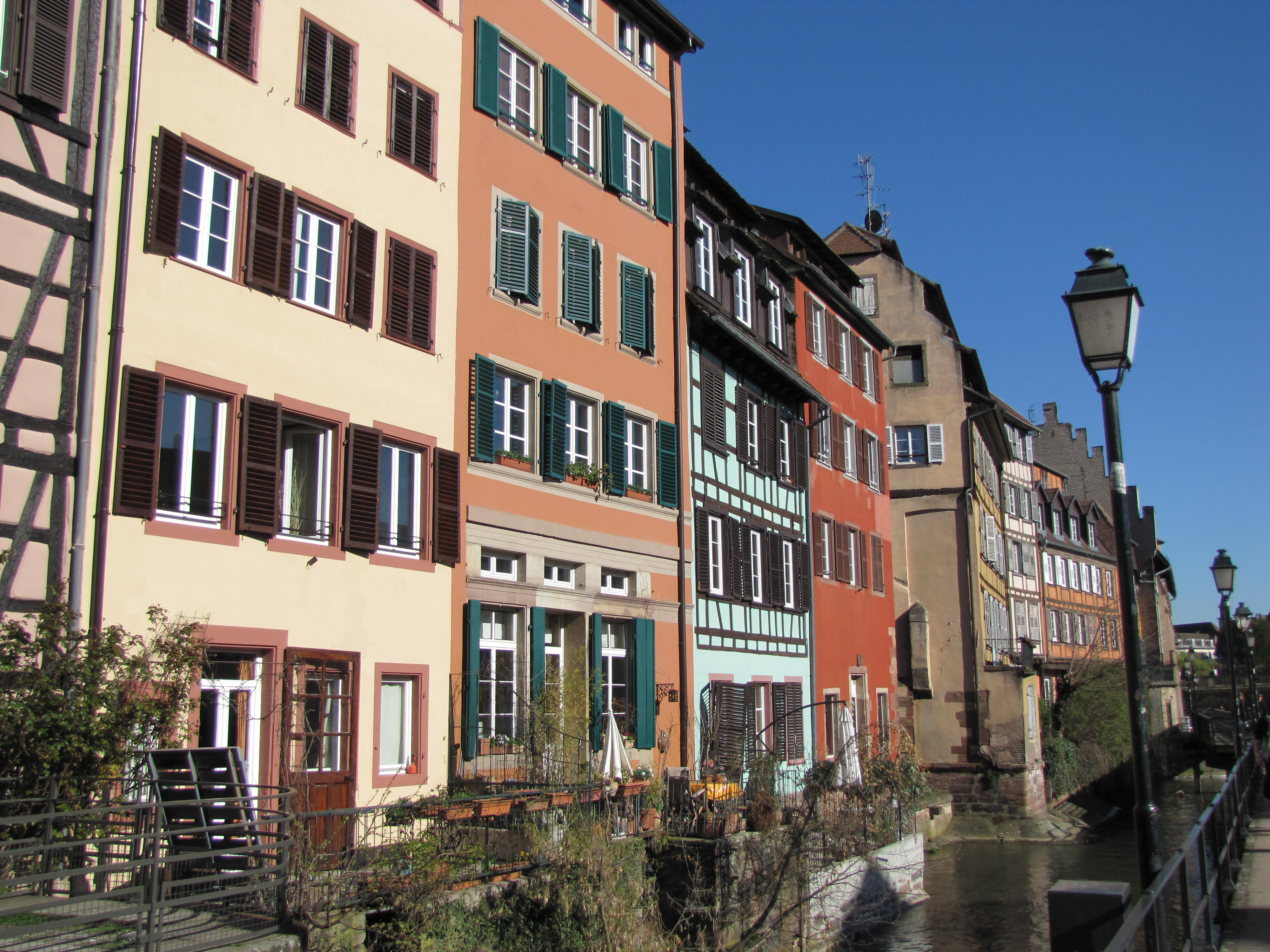
Vista della Petite France, 2010.
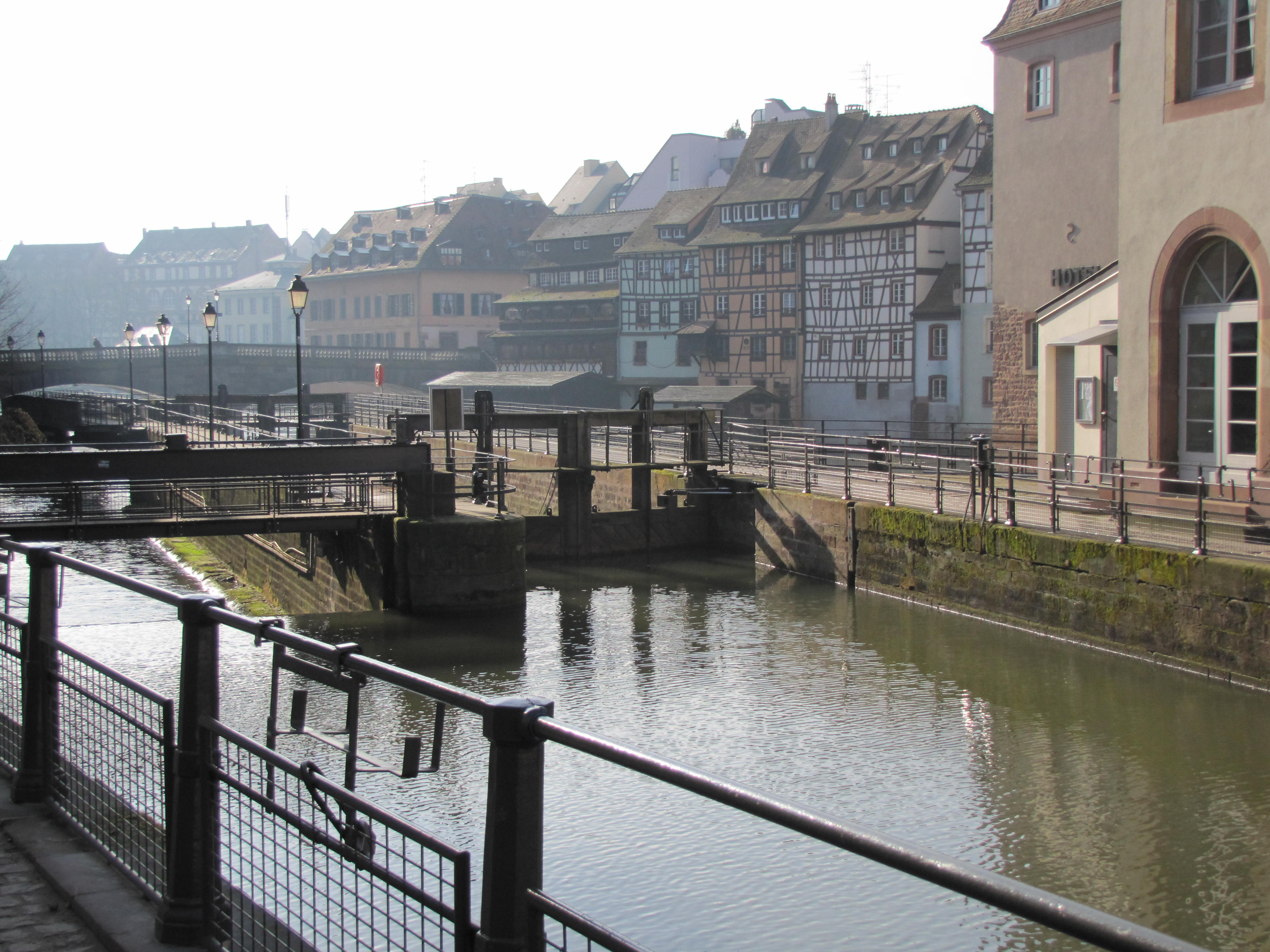
I canali della Petite France, 2010.
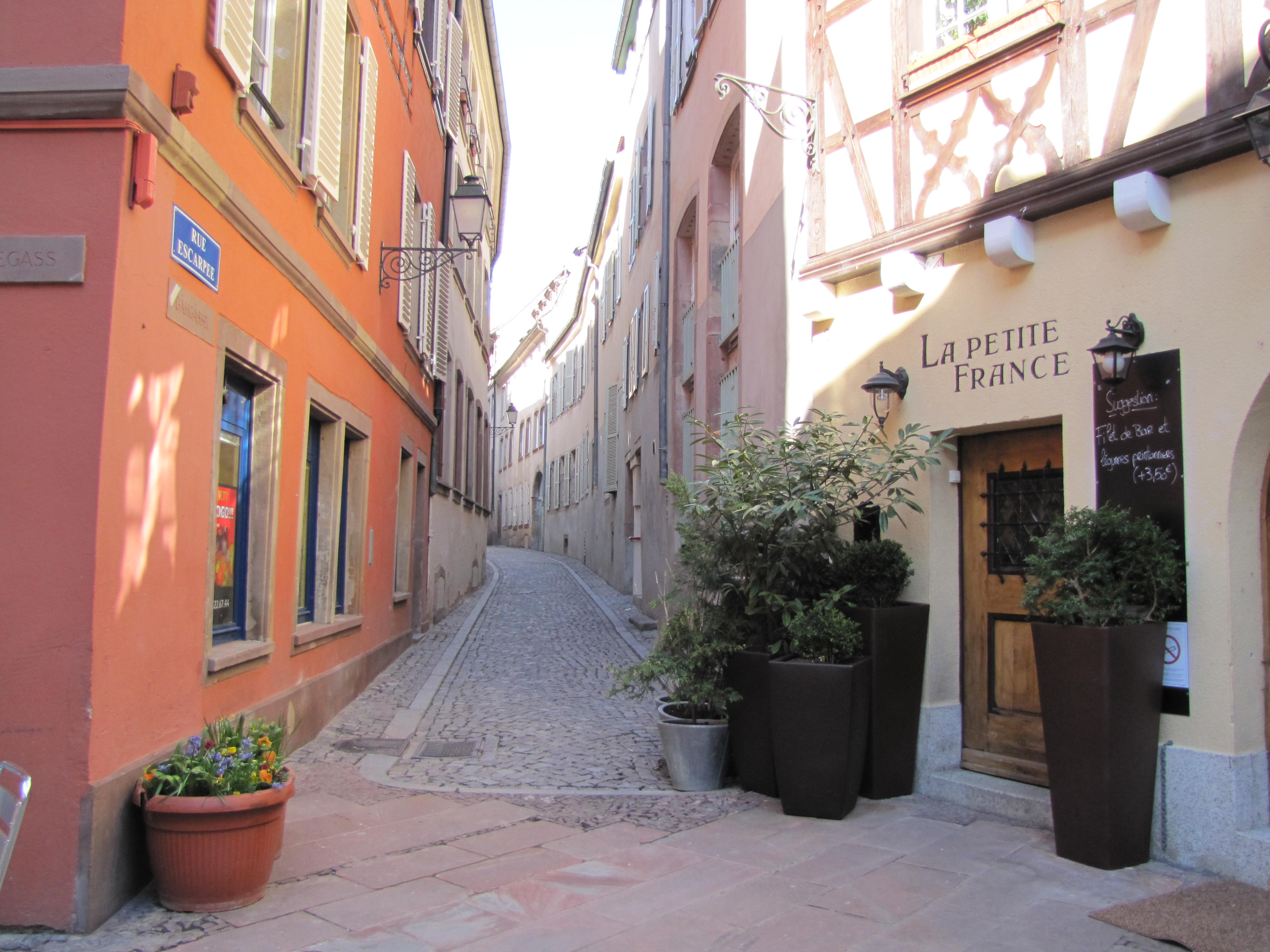
Petite France, Rue Escarpée, 2010.
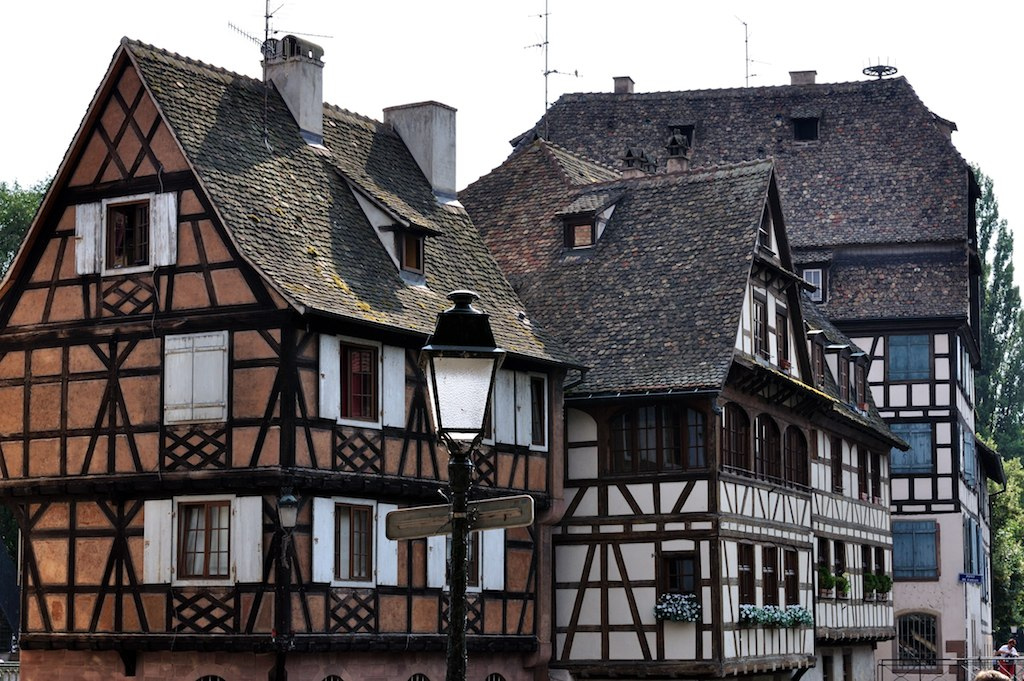
Petite France, case a graticcio, 2010.
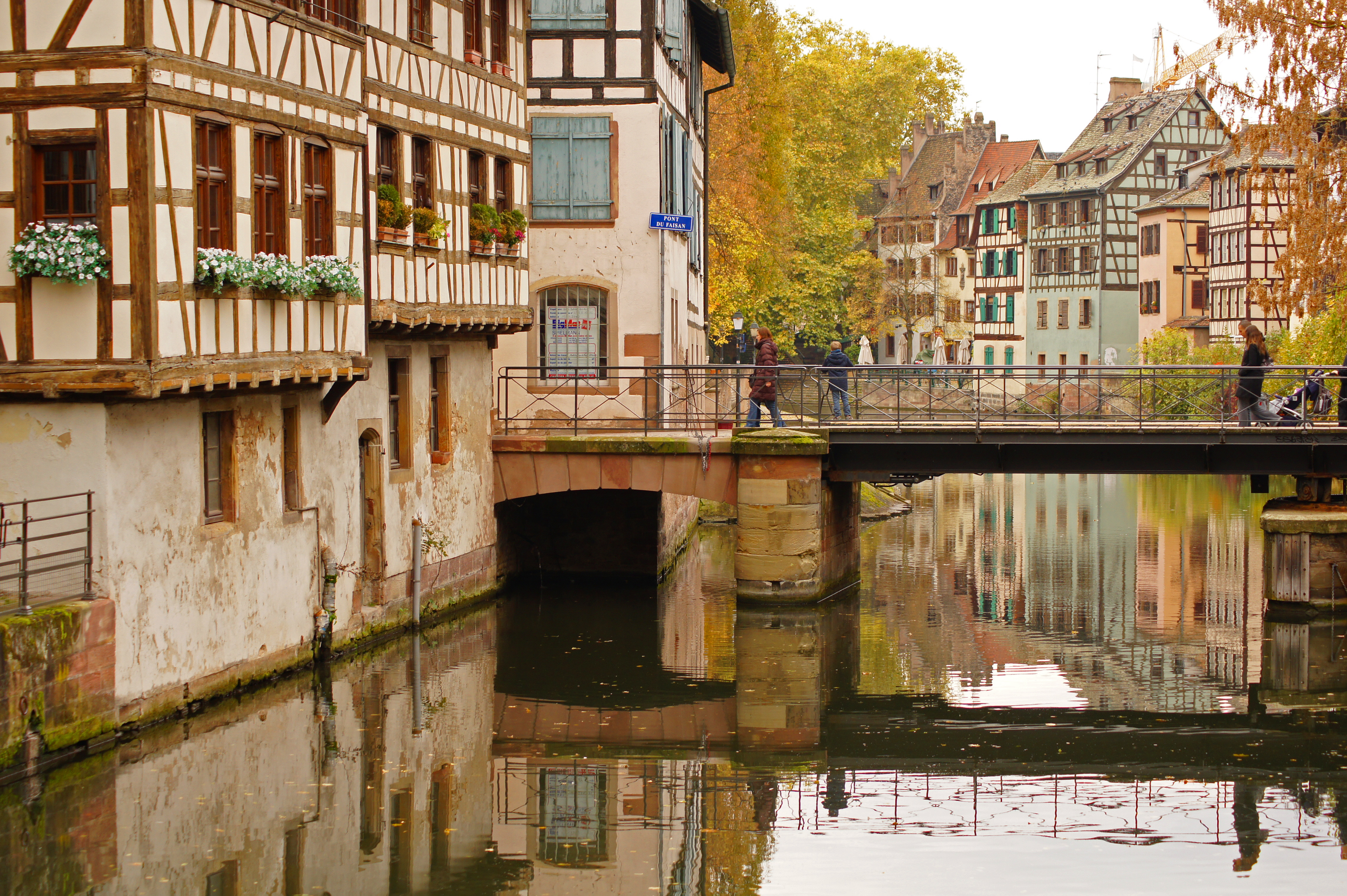
Petite France, Pont du Faisan, 2010.